# Милан Даљевић
Милан Даљевић (Грдановци, код Санског Моста, 17. септембар 1925 — Београд, 26. март 2020), учесник Народноослободилачке борбе, генерал-пуковник ЈНА и друштвено-политички радник СФР Југославије.

## Биографија
Рођен је 17. септембра 1925. године у Грдановцима, код Санског Моста, у земљорадничкој породици Михајла и Боје Даљевић. Имао је два брата и пет сестара. Након завршене основне школе и ниже гимназије, похађао је Учитељску школу. Након завршетка првог разреда Учитељске школе, са непуних 16 година, ступио је у партизане, 27. јула 1941. године. Био је борац Треће чете Првог крајишког партизанског одреда. У току рата, био је омладински руководилац батаљона, секретар СКОЈ-а у Првом батаљону и помоћник политичког комесара бригаде. Учествовао је у борбама током Четврте и Пете непријатељске офанзиве (на Неретви је рањен), затим током десанта на Дрвар, у Београдској операцији и у пробоју Сремског фронта. Ратни пут је завршио у Цељу, 1945. године. Из рата је изашао са чином капетана.
После ослобођења Југославије, остао је у професионалној војној служби у Југословенској народној армији (ЈНА). Обављао је високе војне и политичке дужности. Био је политички комесар Школског центра, политички комесар Прве пролетерске дивизије, помоћник команданта Девете армије за политичко-правне послове, начелник Политичке управе Савезног секретаријата за народну одбрану (ССНО), подсекретар у Савезном секретаријату за народну одбрану и секретар Опуномоћства ЦК СКЈ за ЈНА у армијској области и ССНО. На Једанаестом конгресу СКЈ, 1978. године, изабран је за члана Централног комитета Савеза комуниста Југославије, а од 1976. до 1982. године налазио се на позицији извршног секретара 
Председништва ЦК СКЈ. Био је и члан Савета народне одбране. Завршио је Вишу партијску школу „Ђуро Ђаковић”, Вишу војну академију ЈНА и Високу школу политичких наука у Београду. Пензионисан је 1988. године, у чину генерал-пуковника ЈНА.
Био је и активан спортски радник у Југословенском спортском друштву „Партизан“, где се налазио на месту председника Шаховског клуба. У једном мандату је био председник Ауто-мото савеза Југославије (АМСЈ).
Био је ожењен и имао је два сина. Преминуо је 26. марта 2020. године у Београду и сахрањен је у Алеји заслужних грађана на Новом гробљу у Београду.
Носилац је Партизанске споменице 1941. и других југословенских одликовања, међу којима су — Орден Републике са златним венцем, Орден братства и јединства са златним венцем, Орден народне армије са ловоровим венцем, Орден за војне заслуге са великом звездом, два Ордена партизанске звезде са сребрним венцем, Орден народне армије са златном звездом, Орден за храброст и Орден за војне заслуге са златним мачевима.